# Бузиков, Фёдор Петрович
Фёдор Петрович Бузиков (1920, Мосальский уезд, Калужская губерния — 14 января 1944, Днепровка, Запорожская область) — Гвардии старший лейтенант Рабоче-крестьянской Красной Армии, участник Великой Отечественной войны, Герой Советского Союза (1944).

## Биография
Фёдор Бузиков родился в июле 1920 года в деревне Малая Ковыльня в крестьянской семье. После окончания школы-семилетки в селе Гайдуки того же района в 1934 году Бузиков поступил в Калужский сельскохозяйственный техникум. В 1937 году по комсомольской путёвке он был направлен на учёбу в военное авиационное училище в городе Энгельсе Саратовской области, окончил его в 1941 году. С мая 1942 года — на фронтах Великой Отечественной войны.
23 мая 1942 года самолёт Бузикова был подбит, а сам он получил тяжёлое ранение в голову. С сентября того же года Бузиков был вновь направлен на фронт, был лётчиком 504-го штурмового авиаполка 226-й штурмовой авиадивизии 8-й воздушной армии. Участвовал в Сталинградской битве, прикрывал с воздуха войска Сталинградского и Южного фронтов. Участвовал в прорыве немецкой обороне на реке Миус, в ходе которой 19 июля, атакуя цель в районе Саур-Могилы, самолёт Бузикова был повреждён и загорелся. Бузикову обожгло руки, однако он сумел посадить самолёт на своей территории. Два месяца лечился в госпитале, после чего участвовал в освобождении Украинской ССР и Крыма. 
К декабрю 1943 года гвардии старший лейтенант Фёдор Бузиков командовал авиационной эскадрильей 74-го гвардейского штурмового авиаполка 1-й гвардейской штурмовой авиадивизии 8-й воздушной армии 4-го Украинского фронта. К декабрю 1943 года он совершил 86 успешных боевых вылетов, в ходе которых уничтожил 3 бомбардировщика, 29 танков, 47 автомашин, 6 спецмашин, 15 орудий, 1 переправу, 1 склад, более 170 вражеских солдат и офицеров. 14 января 1944 года во время разгрома немецких войск на Никопольском плацдарме самолёт Бузикова был подбит у села Днепровка, загорелся и взорвался в воздухе. Весь экипаж погиб.
Указом Президиума Верховного Совета СССР от 13 апреля 1944 года за «мужество, отвагу и героизм, проявленные в борьбе с немецко-фашистскими захватчиками» гвардии старший лейтенант Фёдор Бузиков был удостоен высокого звания Героя Советского Союза. Был также награждён орденами Ленина, Красного Знамени, Отечественной войны 1-й степени, а также рядом медалей.